# 4flix
4FLIX (포플릭스, 4플릭스)는 대한민국의 넷플릭스 커뮤니티이다. 2019년부터 운영되고 있고, 초기에는 파티원 매칭 서비스로 시작하여 지금은 넷플릭스 작품 리뷰 서비스로 개편되었다. FlixPatrol과 국내 최초로 제휴되어 넷플릭스 순위 정보도 보여준다.

회원 규모는 6만명이상으로 집계되고 있고, 평균 동시접속자는 300명이다.
핵심 메뉴는 다음과 같다.
나의 평점 - 사용자들끼리 넷플릭스에 올라온 작품들을 평가 할 수 있다.
넷플릭스 랭킹 - 넷플릭스 순위 (대한민국, 글로벌) 를 볼 수 있다.
예고편 - 넷플릭스 최신 예고편을 볼 수 있다.